# Symfonie nr. 2 (Rypdal)
Terje Rypdal voltooide zijn Symfonie nr. 2 Het nieuwe tijdperk in 1978. Het werk werd gespeeld tijdens een radio-uitzending van de Noorse omroep NRK. Het orkest van dient was het Bergen Philharmonisch Orkest onder leiding van Per Dreyer. De solisten waren Terje Rypdal (gitaar), Palle Mikkelborg (trompet), Sveigen Hovensjø (bas) en Jon Christensen (percussie). De muziek van deel 1 bestaat uit ijle gitaarklanken boven een later dreigend begeleidend ensemble. In deel 3 mag Mikkelborg soleren als een echte Miles Davis tegenover een soms massief orkest. Deel 4 is meer free jazz met veel dissonanten. De symfonie duurt ongeveer 52 minuten en was genomineerd voor een muziekprijs van de Noordse Raad voor de Cultuur.

## Orkestratie
- 4 dwarsfluiten; 3 hobo’s waarvan 1 althobo, 3 klarinetten waarvan 1 basklarinet, 3 fagotten waarvan 1 contrafagot
- 6 hoorns, 5 trompetten, 4 trombones, 2 tuba’s
- pauken, percussie, orgel
- elektrische trompet, elektrische gitaar, toetsinstrumenten, elektrische bas
- violen, altviolen, celli, contrabassen.

## Discografie
Er waren ooit plannen om deze symfonie uit te brengen via ECM Records, vast platenlabel van Rypdal, maar tot 2010 is het niet verschenen op elpee of compact disc; wel is er op YouTube een gedeeltelijke opname beschikbaar:
- deel 1
- deel 3
- deel 4